# 무권대리
무권대리(無權代理)는 대리권이 없는 자가 멋대로 대리를 하는 것이다. 전혀 대리권이 없는 경우와 대리권의 범위를 넘은 경우를 포함한다. 원래 무권대리는 본인에 대해 아무런 효력을 발생시키지 않고 단지 무권대리인이 상대방에 대하여 불법행위상의 책임은 지는 데에 그칠 것이나 그렇게 되면 상대방이 생각지 않은 손실을 입을 우려가 있으며 거래의 안전을 보호한다는 이상에 맞지 않는다.
그래서 민법은 무권대리를 무권대리인과 본인과의 사이에 특별히 긴밀한 관계가 있는 경우(표현대리)와 그렇지 않은 경우(협의의 무권대리)로 나누었다. 전자에 대해서는 정당한 대리인의 경우와 마찬가지로 본인에 대하여 효과를 발생하는 것으로 하고 후자에 대해서는 본인의 추인(무권대리행위를 완전히 효과가 있는 것으로 인정하는 것)이 없는 한 본인에 관하여는 효력이 생기지 않으나 그 대신 무권대리인은 언제나 스스로 이행하든가 또는 손해배상을 할 책임이 있는 것으로 정했다(133조-136조). 상대방은 본인에 대하여 추인하느냐 않느냐를 최고(催告)할 수 있고 추인 전이면 무권대리행위인 계약을 철회할 수 있다.

## 협의의 무권대리
대법원 판례에 따르면 “대리권한 없이 타인의 부동산을 매도한 자가 그 부동산을 상속한 후 소유자의 지위에서 자신의 대리행위가 무권대리로 무효임을 주장하여 등기말소 등을 구할 수” 없다.-->2조 금반언 원칙

### 무권대리행위의 효력

#### 본인과 상대방 사이의 효과

##### 본인의 추인
대리권없는 자가 타인의 대리인으로 계약을 한 경우에 상대방은 상당한 기간을 정하여 본인에게 그 추인여부의 확답을 최고할 수 있다. 본인이 그 기간내에 확답을 발하지 아니한 때에는 추인을 거절한 것으로 본다.(민법 제131조) 즉, 이에 대해서는 발신주의가 적용된다. 판례에 따르면 “무권리자가 타인의 권리를 자기의 이름으로 또는 자기의 권리로 처분한 경우에, 권리자는 후일 이를 추인함으로써 그 처분행위를 인정할 수 있고, 특별한 사정이 없는 한 이로써 권리자 본인에게 위 처분행위의 효력이 발생”한다.

###### 추인의 방법
추인은 의사표시이므로 그 요건을 갖추어야 한다. 특별한 방식이 요구되지 않으므로 통설과 판례에 따르면  명시적 · 묵시적으로 할 수 있다. “무권대리행위의 추인은 [...] 그 무권대리행위를 안 직후에 그것이 자기에게 효력이 없다고 이의를 제기하지 않았다거나 상당기간 방치하였다고 하여 그 무권대리행위를 추인하였다고 볼 것은 아니며, 그 결과에 대한 책임을 묻지 않으면서 원상회복을 하게 한 채 곧이어 본인이 그 무권대리인에게 유리한 법률행위를 해 주었다고 하여 그러한 사정이 어느 경우에나 묵시적 추인으로 받아들여져야 하는 것은 아니다.” “무권대리행위가 범죄가 되는 경우에 대하여 그 사실을 알고도 장기간 형사고소를 하지 아니하였다 하더라도 그 사실만으로 묵시적인 추인이 있었다고 할 수는 없”다. 그리고, “추인은 의사표시의 전부에 대하여 행하여져야 하고, 그 일부에 대하여 추인을 하거나 그 내용을 변경하여 추인을 하였을 경우에는 상대방의 동의를 얻지 못하는 한 무효이다.”

###### 추인의 상대방
추인은 “무권대리행위의 직접의 상대방”에 대하여 해야 하는 것이 원칙이고, 제132조도 그러한 취지로 규정하고 있다. 본인의 추인은 상대방과의 법률관계(권리·의무)의 효력을 발생케 하는 의사표시이기 때문이다. 따라서 추인에 의하여 상대방이 취득 또는 부담하게 될 권리나 의무를 승계하여 본인과의 사이에 당사자관계가 성립할 수 있는 자(승계자)에게 추인할 수도 있다. 또한 추인은 “무권대리인[...]에 대하여도 할 수 있”으나，무권대리인에 대하여 추인할 때에는 상대방이 추인의 사실을 알 때까지 상대방에 대하여 추인의 효력을 주장할 수 없다. 악의의 상대방이라도 본인에게 무권대리행위의 추인에 대하여 최고를 할 수 있다.

#### 상대방에 대한 무권대리인의 책임
다른 자의 대리인으로서 계약을 맺은 자가 그 대리권을 증명하지 못하고 또 본인의 추인을 받지 못한 경우에는 그는 상대방의 선택에 따라 계약을 이행할 책임 또는 손해를 배상할 책임이 있다.(제135조 제1항) 따라서 무권대리인의 주관적인 사정으로 면책되지 않고, 상대방의 주관적 사정으로 면책이 될 수 있을 뿐이다.

## 기타 판례
- 갑이 을에게 자기의 부동산을 담보로 2,000만 원의 차용을 부탁하면서 담보설정용인감증명서, 등기필증, 인감인장 등을 교부하였음에도 을이 수권의 범위를 넘어 위 담보부동산에 관하여 병을 채무자로, 갑을 물상보증인으로 하고 그 피담보최고액을 1억 원으로 하여 근저당권설정계약을 체결한 경우에, 위 근저당권설정계약은 2,000만 원을 담보하는 범위 내에서는 본인인 갑에게 그 효력을 미친다[12].

## 같이 보기
- 대리
- 표현대리
- 대한민국 민법 제126조